# Bartolomé de las Casas (Formosa)
Bartolomé de las Casas é uma pequena localidade do departamento de Patiño, localizada na província de Formosa, na Argentina. De acordo com o censo argentino de 2001, conta com 122 habitantes, sendo que em 1991 foi registrada pelo censo como população rural dispersa. A povoação abriga alguma população indígena.
Deve o seu nome a Bartolomé de las Casas, bispo e escritor espanhol do século XVI.